# Marcin Teodor Oskierka
Marcin Teodor Oskierka herbu własnego – kasztelan oszmiański w 1793 roku, marszałek oszmiański w latach 1765–1793, dyrektor koła rycerskiego sejmików poselskich powiatu oszmiańskiego na sejmie elekcyjnym 1764 roku, starosta miadziolski.

## Życiorys
Poseł mozyrski na sejm 1738 roku. Poseł na sejm 1760 roku.
W 1764 roku był marszałkiem powiatu oszmiańskiego w konfederacji Wielkiego Księstwa Litewskiego.  
Elektor Stanisława Augusta Poniatowskiego z powiatu oszmiańskiego w 1764 roku. Na Sejmie Rozbiorowym w 1775 roku powołany do Komisji Skarbowej Wielkiego Księstwa Litewskiego. Poseł na sejm 1780 roku z powiatu oszmiańskiego. Był komisarzem do zbierania ofiar w 1789 roku. Poseł oszmiański na sejm 1780 roku. Komisarz Komisji Porządkowej Cywilno-Wojskowej województwa wileńskiego powiatu oszmiańskiego  repartycji oszmiańskiej w Oszmianie w 1790 roku.
Zaraz po sejmie 1780 roku został kawalerem Orderu Świętego Stanisława.